# Epione franziscaria
Epione franziscaria är en fjärilsart som beskrevs av Müller 1962. Epione franziscaria ingår i släktet Epione och familjen mätare. Inga underarter finns listade i Catalogue of Life.